# Guido Boni
Guido Boni (Vicchio, Italia, 7 de febrero de 1892-Gattaia, Italia, 15 de diciembre de 1956) fue un gimnasta artístico italiano, campeón olímpico en Estocolmo 1912 en el concurso por equipo, sistema europeo.

## Carrera deportiva
En los JJ. OO. de Estocolomo de 1912 ganó el oro en el concurso por equipos "sistema europeo" por delante de los húngaros y británicos.
Al año siguiente en el Mundial de París 1913 consiguió la medalla de oro en la competición de anillas, empatado con otros tres gimnastas: los franceses Laurent Grech y Marco Torrès, y su compatriota el italiano Giorgio Zampori.